# HD 151199
HD 151199，又名BD+55 1872，SAO 30062、HR 6226，是一颗恒星，视星等为6.16，位于銀經84.35，銀緯40.04，其B1900.0坐标为赤經16h 40m 55.7s，赤緯+55° 40.04′ 26″。